# Sarah James
Sarah Agnes James (Fort Yukón, 1946) es una activista medioambiental kutchin estadounidense galardonada en 1993 con la Alston Bannerman Fellowship  y en 2002 con el Premio Medioambiental Goldman junto con Norma Kassi y Jonathon Solomonpor sus esfuerzos por proteger al caribú y el Refugio Nacional de Vida Silvestre del Ártico.

## Política y presiones
En noviembre de 1969, James se unió a un grupo de estudiantes indígenas liderados por el activista Richard Oakes que ocupó la antigua isla-prisión de Alcatraz en San Francisco. 
En la década de 1990, James visitó comunidades en países de América del Sur (Brasil, Ecuador, Nicaragua y Guatemala) y apareció  en programas de televisión (CNN, MacNeil-Lehrer, CBS). Más tarde fue a Washington D. C. para esclarecer conceptos que creía que las empresas de petróleo tergiversaban, y abogando por la preservación del Refugio Nacional de Vida Salvaje del Ártico. 